# Edificio Gil
El Edificio Gil situado en la plaza del Ayuntamiento número 8 de la ciudad de Valencia (España) es una construcción iniciada en el año 1931 con proyecto del arquitecto Joaquín Rieta Síster. En sus inicios fue la sede de Casa Gil.

## Edificio
El edificio es un proyecto del arquitecto valenciano Joaquín Rieta Síster iniciado en el año 1931 y finalizado en 1932. Su estilo arquitectónico es el art déco valenciano.
El edificio consta de planta baja, siete alturas y ático. Destacan en su conjunto elementos de estilo art déco como la singular utilización del ladrillo visto que muestra influencias de la arquitectura neomudéjar española y de la corriente prerracionalista de la escuela de Ámsterdam. Esta técnica singular fue ya utilizada por el arquitecto con anterioridad en el Cine Capitol de Valencia, finalizado solo dos años antes y con el que guarda algunas características comunes.
En toda la fachada, la parte superior de las plantas está ornamentada con paneles cerámicos de color verde, amarillo y azul. Las barandillas de los balcones están elaboradas en forja de hierro con decoración floral. Destaca en el conjunto la torre de la parte izquierda, que corona la fachada.